# Prikrita skrivnost (film)
Prikrita skrivnost je slovenski mladinski misteriozni dramski film iz leta 2012. Za režiserja Ulago je to celovečerni prvenec.

### Zgodba
Katja Pobrežnik živi v mestu in obiskuje gimnazijo. Njena najboljša prijateljica je Ana Lihovec. Po smrti svojih staršev Katja raziskuje njihovo preteklost.

## Financiranje in produkcija
Projekt je ocenjen na 6.500 evrov. Financerji so bili Mestna občina Celje, Evropska unija (1.430 evrov prek programa Mladi v Akciji (2007-2013) - zavod MOVIT), Celjski mladinski center, Jan Ulaga, Aleš Ulaga, Saša Kršlin in Klub ljubiteljev filmske umetnosti Celje.
Producenta sta bila Big Time Productions (bivši Creativita Media) v sodelovanju z OffLine Film (Celjski mladinski center).
V filmu nastopajo osnovnošolci in srednješolci, ki so takrat obiskovali Srednjo šolo za gostinstvo in turizem in Gimnazijo Celje - Center. Igralce je iskal celjski mladinski center, ki je napisal, da izkušnje niso pomembne. Jan Ulaga je film posnel kot 17-letni dijak Srednje šole za gostinstvo in turizem Celje (turistična smer). Njegova mentorja sta bila Tadej Lebič in Alen Pavšar.
Režiser in scenarist Ulaga je najprej odšel v Celjski mladinski center, nato so se mu pridružili sošolci. Med svojimi profesorji je našel logistično podporo. Celjski mladinski center mu je tudi pomagal pridobiti sredstva prek razpisa Programa Mladi v akciji – 1.2 Mladinske pobude.
Snemanje je trajalo 19 snemalnih, od konca aprila do začetka julija 2011. Potekalo je v celjski občini. Med snemalnimi lokacijami so bili Muzejski trg, Trg Celjskih knezov, Trg Svobode, Krekov trg in Mariborska cesta. Svoje prostore so nudili Pokrajinski muzej Celje, Celjski mladinski center, Srednja šola za gostinstvo in turizem Celje, MCC Hostel, Osrednja knjižnica Celje in Kozmetični salon Marta (Ljubečna).

## Zasedba
- Tina Šmit kot Katja Pobrežnik
- Samantha Rajh kot Ana Lihovec
- Grega Golavšek kot Aleš
- Laura Vasle kot Majda
- Matjaž Jarc kot Peter
- Staša Zorič kot Eva Kolar
- Gea Gračner kot Lara Krajnc
- Jelka Štorman kot Katjina teta
- Lara Stamenov kot Lara Navodnik
- Katja Podpečan kot Petrova sestra/skrivnostno dekle
- Matej Kastelic kot Petrov brat

## Ekipa
- koproducent: Alen Pavšar
- izvršni koproducent: Tadej Lebič
- izvršni producenti: Primož Brvar, Aleš Ulaga, Saša Kršlin in Jan Ulaga
- fotografija: Matic Trepelj in Tadej Škorjanc
- montaža: Janez Pustoslemšek
- maska: Iris Šarlija

## Datum izida in predvajanje
- Premiera je bila 16. februarja 2012 v celjskem kinematografu Planet Tuš.[5] Film se je predvajal do 22. februarja 2012.